# Muhammad Alí Radžáí
Muhammad Alí Radžáí (persky محمد على رجائى‎ ; 15. června 1933 Kazvín – 30. srpna 1981 Teherán) byl od 2. srpna do 30. srpna 1981 prezidentem Íránu. V letech 1980–1981 byl íránským předsedou vlády.

## Životopis
Muhammad Alí Radžáí, který již ve čtyřech letech ztratil otce, vyrůstal spolu s matkou a bratrem v severoíránském Kazvíně, centru stejnojmenné provincie. Ve věku 13 let byl nucen odejít do Teheránu, aby pomohl rodině s obživou, a o čtyři roky později nastoupil do kurzu pro poddůstojníky íránského letectva. Tam se poprvé střetl s protivníky režimu šáha Muhammada Rezy Pahlavího, jejichž názory jej silně ovlivnily. Současně začal sledovat projevy charismatického Mahmúda Tálegháního, předního šíitského duchovního, který později sehrál důležitou úlohu při islámské revoluci. Poddůstojnickou školu Radžáí nedokončil, živil se poté jako učitel a přitom studoval přírodní vědy na univerzitě. Různé politické aktivity proti režimu mu vynesly čtyři roky vězení.
Po šáhově pádu byl Radžáí v září 1979 jmenován nejprve ministrem školství a o rok později jej parlament na návrh prezidenta Baního Sadra zvolil 11. srpna 1980 předsedou vlády. Když tentýž parlament Baního Sadra v létě 1981 odvolal z funkce, byl Radžáí při všelidových volbách 88 % hlasů zvolen 24. července prezidentem Íránu. Dne 3. srpna se ujal úřadu, 30. srpna byl však spolu s předsedou vlády Bahonárem zabit při pumovém atentátu.
Bahmán Nírúmand popisuje Radžáího jako muže „naivního“, „nevzdělaného“, „prostého“ a zcela závislého na Rúholláhu Chomejním, skutečném vládci země. Mezi obyvatelstvem prý koloval vtip, že kdyby Radžáího otec věděl, že se jeho syn jednou stane prezidentem, „nejspíš by ho poslal aspoň do základní školy“.